# Karl von Schönhals

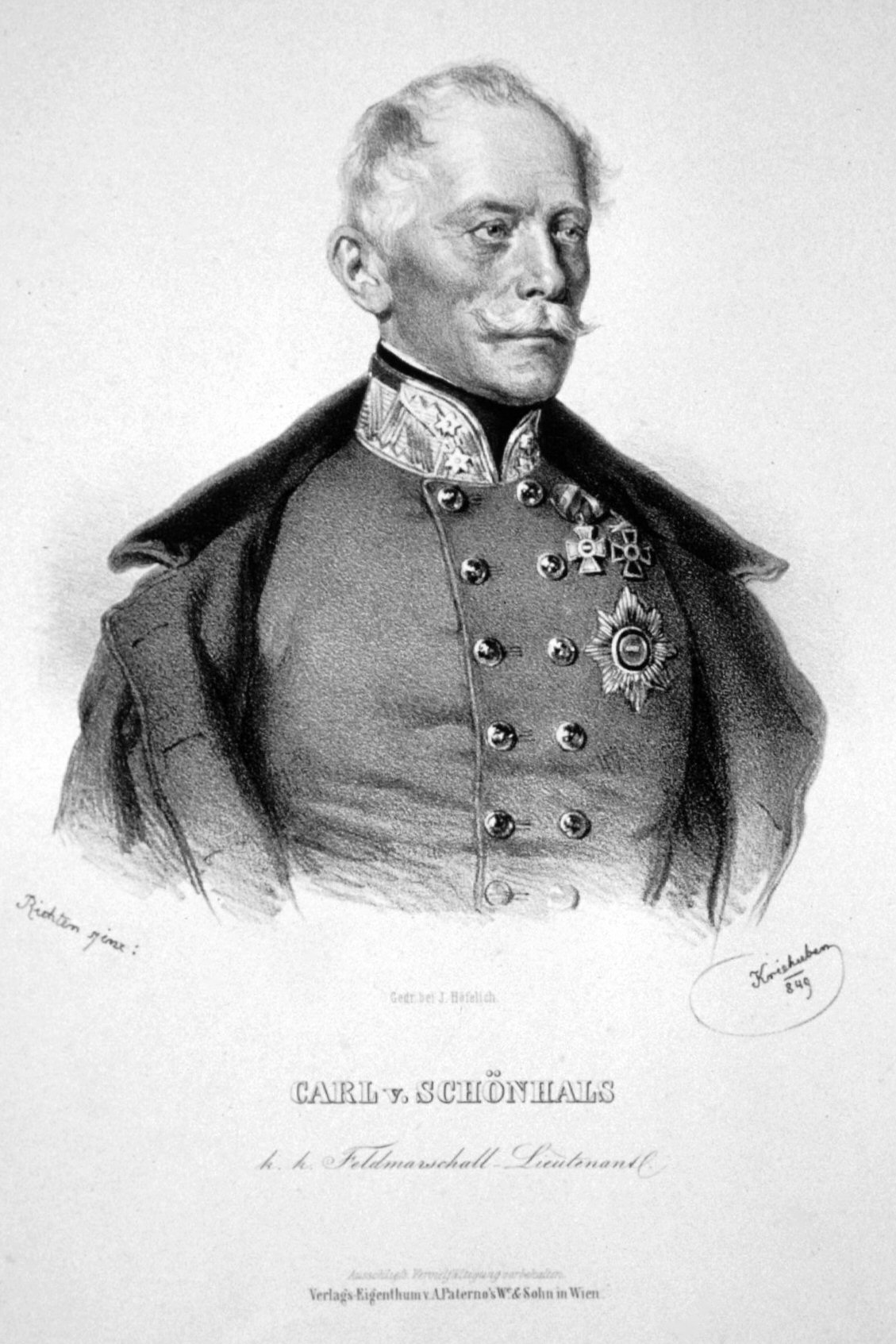
Karl Ritter von Schönhals

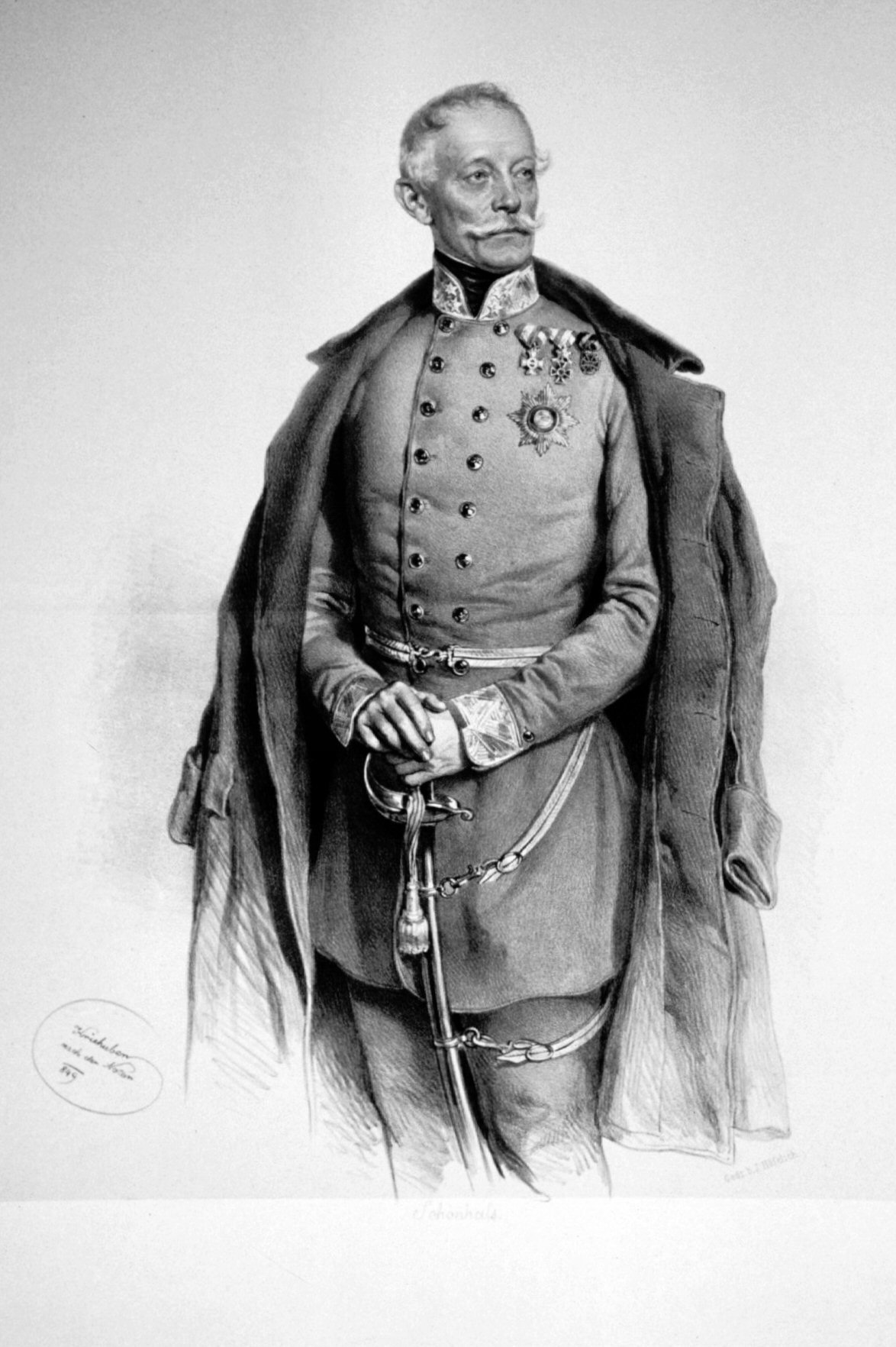
Karl von Schönhals; Lithografie von Joseph Kriehuber 1849

Karl Ritter von Schönhals (* 15. November 1788 zu Braunfels bei Wetzlar; † 16. Februar 1857 in Graz) war ein k. k. Feldzeugmeister und Militärschriftsteller.

## Leben
Karl Schönhals trat 1807 als Privatkadett ins österreichische Jägerregiment Nr. 64 ein und wurde 1809 als Leutnant im 2. Jägerbataillon in Schlacht bei Aspern und 1813 bei Dresden erneut schwer verwundet. Er schlug danach die Generalstabslaufbahn ein. 1821 nahm er als Hauptmann im 3. Jägerbataillon unter dem Kommando des Generals Frimont an der Expedition nach Neapel teil. 1829 zum Major im Infanterieregiment Prinz von Hohenlohe Nr. 17 und Adjutant des  Generalkommandos in Verona befördert, avancierte Schönhals schon 1830 zum Oberstleutnant sowie Generaladjutanten General Frimonts in Mailand. Nachdem Graf Radetzky 1832 das Generalkommando über das Königreich Lombardo-Venetien erhalten hatte, wurde Schönhals im Rang eines Obersts zugeteilt. Am 7. Mai 1838 wurde er Generalmajor, am 3. April 1848 Feldmarschallleutnant. Er war der Verfasser von Radetzkys Armeebefehlen, insbesondere im Krieg 1848/49.
Er erwarb sich in der Zeit von 1848 um die Erhaltung der österreichischen Armee große Verdienste. Als 1849 die provisorische Zentralgewalt des Deutschen Bundes in Frankfurt am Main aufgehoben und durch Bevollmächtigte von Österreich und Preußen ersetzt wurde, vertrat Schönhals neben Karl Friedrich Kübeck Freiherr von Kübau das Kaisertum Österreich bis zur Auflösung der Kommission und der Wiedereinsetzung des Bundestags.
Nachdem er am 28. Dezember 1850 zum Feldzeugmeister befördert worden war, nahm er Anfang 1851 wegen der Folgen seiner schweren Kriegsverletzungen seinen Abschied und widmete sich dem Verfassen biographischer und militärhistorischer Literatur. Er lebte in Graz, wo er von seiner Schwester Henriette Schönhals betreut wurde. Sein Grabmal befindet sich auf dem evangelischen Friedhof St. Peter in seinem Sterbeort Graz.

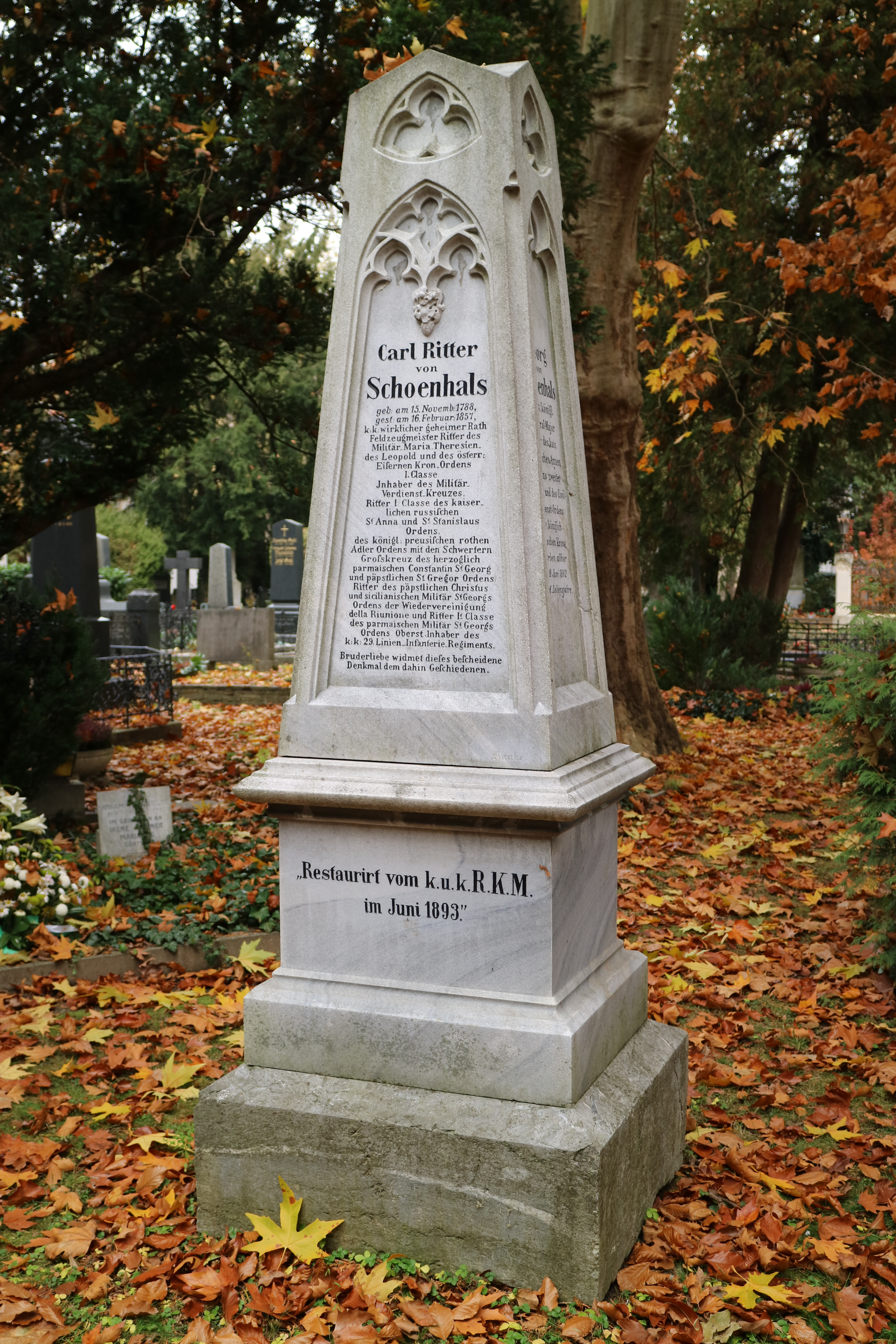
Grabdenkmal auf dem Stadtfriedhof St. Peter

## Ehrungen
- Ritterkreuz des Leopoldsordens im Jahre 1838
- Ritterkreuz des Maria-Theresia-Ordens am 19. August 1848, womit die Zugehörigkeit zum Ritterstand verbunden war; seitdem führte er den Namen Karl Ritter von Schönhals.
- Orden der Eisernen Krone im Jahre 1849
- Wirklicher Geheimer Rat im Jahre 1849
- Gedenkstätte Heldenberg, Persönlichkeiten des Italienfeldzugs 1848–1849 Nr. 16

## Werke
1) unter dem Namen des Verfassers erschienen:
- Aphorismen aus der Kriegskunst. 2 Teile, 1820 und 1821.
- Einige Betrachtungen über die Verwendung der stehenden Heere. 1820.
- Biographie des K.K.Generals der Kavallerie und Hofkriegspräsidenten Grafen von Frimont. 1833. Digitalisat

2) anonym erschienen:
- Erinnerungen eines österreichischen Veteranen aus dem italienischen Kriege in den Jahren 1848 und 1849. Stuttgart 1852, 2 Bände, 7. Auflage 1853. Band 1, Band 2
- Biographie des Feldzeugmeisters J. Freiherr von Haynau. 3. Auflage, Graz 1853. Digitalisat
- Der Krieg 1805 in Deutschland. Wien 1874. Digitalisat